# Waldstadt (Karlsruhe)
Waldstadt – część badeńskiego miasta (Stadtteil) Karlsruhe. Od wschodu graniczy z Waldstadt dzielnica Hagsfeld, od południa Rintheim, od południowego zachodu Oststadt.

## Historia
Dzielnica powstała w latach 50. XX wieku osiedle mieszkaniowe w Hardtwaldzie na północny wschód od centrum Karlsruhe. Projekt budowy nowego osiedla opierał się na wcześniejszych (1944) planach urbanistycznych O. E. Schweizera i cieszył się poparciem ówczesnego nadburmistrza, Günthera Klotza, który poszukiwał nowoczesnych rozwiązań pilnego wówczas problemu mieszkaniowego. W latach 50. w Karlsruhe rejestrowano 12 000 rodzin nieposiadających własnego mieszkania.
Po rozpoczęciu budowy w 1957 r. powstały w nowej dzielnicy, początkowo zwanej Karlsruhe-Nord-Ost mieszkania dla kilkunastu tysięcy osób. W 1963 posiadała ona 8264 mieszkańców w 2374 mieszkaniach. Obok nowych bloków czynszowych, mieszczących przede wszystkim tanie mieszkania, zbudowano także domy jednorodzinne i szeregowe, tak że ludność pochodziła z różnych warstw społeczeństwa. Ze względu na podeszły wiek i wymarcie wielu początkowych mieszkańców następuje od końca XX wieku sukcesja klas społecznych mieszkańców. O ile domy jednorodzinne i szeregowe przechodzą na własność znacznie bogatszych osób, mieszkania w blokach zamieszkiwane są przez nieproporcjonalnie dużą liczbę bezrobotnych.
W latach 70. rozbudowano Waldstadt na wschód o nowe osiedle Feldlage (odtąd zwano starszą część Waldlage), a następnie na północ o Europaviertel, położone w sąsiedztwie Szkoły Europejskiej. W południowej części dzielnicy wzniesiono krytą pływalnię Fächerbad. W latach 80. powstało przy Glogauer Straße czworoboczne centrum dzielnicowe, mieszczące sklepy i bibliotekę.

## Urbanistyka
Dzielnica składa się z trzech osiedli zaprojektowanych na zasadach modernistycznych. Budynki rozlokowane są wśród intensywnej zieleni, w znacznym stopniu pozostałej z częściowo wykarczowanego lasu. Osiedle Waldlage składa się z pięciu zespołów zabudowy, rozlokowanych wzdłuż megasięgaczy o przebiegu równoleżnikowym, urozmaiconym dwoma zakrętami. Zespoły zabudowy rozdzielone są kilkudziesięciometrowymi pasami drzew, zieleń wysoka i niska znajduje się także pomiędzy blokami mieszkaniowymi. Poszczególne obiekty mieszkaniowe posiadają układ rzędowy i zlokalizowane są poprzecznie do sięgaczy, a zatem zorientowane w kierunkach wschodnim i zachodnim. Sięgacze stanowiące układ komunikacyjny osiedla powiązane są drogą zbiorczą na północnym zachodzie z przystankami komunikacji publicznej (autobus). Wzdłuż niej zlokalizowano kilkunastopiętrowe budynki punktowe. Po stronie wschodniej przylega do osiedla rozległa polana z dwoma kościołami, trzema szkołami, budynkiem mieszczącym praktyki lekarskie oraz zbudowanym w latach 80. postmodernistycznym centrum handlowym. Waldlage zamyka stanowiąca centralną oś dzielnicy Glogauer Straße, wzdłuż której poprowadzono linię tramwajową, uruchomioną w dwóch etapach w latach 1959 i 1962, a przedłużoną do Europaviertel w 2000 r.
Na wschód od dzielnicowego centrum zlokalizowano osiedle Feldlage o bardziej tradycyjnym układzie urbanistycznym. Układ komunikacyjny stanowią również sięgacze w układzie równoleżnikowym (a w południowej części – pętlice), jednak budynki tworzą najczęściej wyraźne linie zabudowy. Dzielnica Europaviertel składa się z dużego zespołu szkół, kilku punktowców oraz licznych domów atrialnych rozmieszczonych w ortogonalnym rastrze ulic.
Ulice w Waldlage i Feldlage nazwane są na cześć utraconych przez Niemcy po II wojnie światowej miast śląskich, pomorskich i pruskich, zaś w Europaviertel – na cześć wybitnych intelektualistów europejskich.